# UNIVAC 1101
El UNIVAC 1101, o ERA 1101, fue un sistema computador diseñado por Engineering Research Associates (ERA) y construido por la corporación Remington Rand en la década de 1950. Fue la primera computadora con programa almacenado en los Estados Unidos.
Originalmente diseñada para la US Navy's Bureau of Ships (una cubierta de la NSA) y llamada Atlas (debido al personaje  Archivado el 24 de febrero de 2013 en Wayback Machine. en la popular tira cómica Barnaby). La versión comercial fue renombrada como la 1101 porque fue diseñada bajo la "Tarea 13" (1101 es 13 en el sistema binario).
El computador medía 11,5 m de largo por 6 m de ancho y para sus circuitos lógicos usó 2700 tubos de vacío. Su memoria de tambor medía 216 mm de diámetro, rotaba a 3500 rpm, tenía 200 cabezas de lectura-escritura, y tenía capacidad para 16 384 palabras de 24 bits (un tamaño de memoria equivalente a 48 kB).
Las instrucciones ocupaban 24 bits, con 6 bits para el opcode, 4 bits para el "salto" (indicando cuantas posiciones de memoria hay que saltar para obtener la próxima instrucción en la secuencia del programa), y 14 bits para la dirección de memoria. Los números se representaban en el sistema binario con valores negativos representados como complemento a uno. El tiempo de adición era 96 microsegundos y el de multiplicación de 352 microsegundos.
El sencillo acumulador de 48 bits era fundamentalmente sustractivo, la suma era llevada a cabo al sustraer el complemento a uno del número a ser sumado. Esto puede parecer bastante extraño, pero el sumador sustractivo reduce la probabilidad de obtener el cero negativo en las operaciones normales.

## Historia
Engineering Research Associates construyó dos sistemas Atlas para la Navy's Bureau of Ships, instalándolas en diciembre de 1950 y marzo de 1953. Se habló de llamar la versión comercial MABEL, pero en lugar de ello, Jack Hill sugirió 1101. La ERA 1101 fue anunciada públicamente en diciembre de 1951.
Engineering Research Associates construyó una tercera máquina para sus propias oficinas con la intención de crear un servicio para otras compañías necesitando recursos de computación. Sin embargo, esto falló y en noviembre de 1954 Remington Rand donó la máquina a Georgia Institute of Technology por un valor solicitado de 500 000 $. En noviembre de 1958 Georgia Tech actualizó la máquina con 4096 palabras de memoria de núcleo magnético a un costo de 39 400 $. Esta 1101 todavía corría trabajos estudiantiles en 1961.